# Elwood Haynes
Elwood P. Haynes (14 de outubro de 1857 – 12 de abril de 1925) foi um inventor metalúrgico, pioneiro da indústria automóvel, empresário e industrial norte-americano. Inventou as ligas metálicas estelite e martensita de aço inoxidável e idealizou e construiu um dos primeiros automóveis feitos nos Estados Unidos. É reconhecido por ter criado o primeiro design americano para produção em massa e, com os irmãos Apperson, fundou a primeira empresa dos Estados Unidos rentável na produção de automóveis. Fez muitos progressos na indústria automóvel.
No início da sua carreira, enquanto servia como superintendente em empresas de gás e petróleo durante o boom do gás do Indiana, Haynes inventou vários dispositivos importantes para o avanço da indústria do gás natural. Quando trabalhava para a empresa de gás natural e petróleo do Indiana supervisionou a construção do primeiro gasoduto de longa distância nos Estados Unidos, ligando Chicago com o campo de gás Trenton, a 240 km de distância. Começou a formular planos para um veículo motorizado no início da década de 1890; testou com êxito em estrada o seu primeiro carro, o Pioneer, em 4 de julho de 1894, oito anos após o primeiro automóvel ter sido patenteado na Alemanha. Formou uma parceria com Elmer e Edgar Apperson em 1896 para iniciar a empresa Haynes-Apperson para a produção comercial de automóveis, depois chamada Haynes Automobile Company, em 1905, após a perda de seus parceiros.
Trabalhando no laboratório da sua empresa de automóveis, a desenvolver novos metais resistentes à corrosão para peças de automóvel, Haynes descobriu que a mistura de tungsténio com aço, cromo e ferro, resultava na formação de ligas fortes e leves que eram imunes à corrosão e poderiam suportar temperaturas muito altas. Formou a Haynes Stellite Company para produzir uma das novas ligas e fez contratos lucrativos durante a Primeira Guerra Mundial, tornando-se milionário em 1916. Vendeu a sua patente do aço inoxidável para a American Stainless Steel Company em troca de ações suficientes para ter assento no conselho de administração da companhia, cargo que ocupou durante 12 anos. Devido a problemas de trabalho, vendeu a empresa e a patente da estelite à Union Carbide em 1920, e, depois de passar por diferentes proprietários, a empresa foi renomeada chamando-se hoje Haynes International. Haynes voltou a dedicar o foco da sua atividade à sua empresa de construção automóvel, mas com a recessão económica da década de 1920 a empresa faliu e foi liquidada. Haynes perdeu um quarto da sua fortuna em 1925, quando foi pessoalmente responsável por grande parte das dívidas da empresa.
Um defensor da lei seca, fez doações substanciais para o Partido Proibicionista e ao líder proibicionista do Indiana Frank Hanly. Haynes executou uma campanha mal sucedida no Indiana para ser eleito para o Senado dos Estados Unidos em 1916 como candidato pela proibição, e continuou ativo no partido até a proibição se ter tornado lei. Mais tarde, tornou-se filantropo e serviu dois mandatos como presidente da YMCA, cinco anos no Conselho de Educação de Indiana, e foi membro ativo da Igreja Presbiteriana. Depois da sua morte por complicações decorrentes de uma gripe, a sua mansão em Kokomo foi convertida em Museu Elwood Haynes e está aberta ao público. Aí, muitas das suas invenções originais e dos seus automóveis estão em exposição.